# Theo van der Meijden
Theo van der Meijden (ca. 1960) is een voormalige paralympische zwemmer, anno 2024 actief als voorzitter van de Vereniging van Nederlandse Paralympische Deelnemers.
Op driejarige leeftijd kreeg hij polio, waar hij een verlamd been aan overhield. Na ruim twee jaar revalideren kon hij weer lopen en werd hij een fanatiek zwemmer.
In New York  nam hij deel aan de Paralympische Zomerspelen 1984 in de klasse L5 (aandoeningen van het ruggenmerg). Hij kwam uit op de 100 meter vrije slag, schoolslag, rugslag en vlinderslag, en de 200 meter wisselslag. Medailles won hij bij vrije slag (brons), schoolslag (goud) en vlinderslag (zilver).
Van der Meijden heeft van 2008 tot 2022 bij Reynaers Aluminium gewerkt als relatiemanager en moest om gezondheidsreden stoppen. Het werken was te riskant geworden door het postpoliosyndroom, waarbij poliosymptomen terugkeren. Dit werd na een complexe en bijzonder pijnlijke botbreuk gediagnostiseerd in de Sint Maartenskliniek, die ook een complex regionaal pijnsyndroom vaststelde, wat kan ontstaan na een verwonding. Na blijvende ernstige pijnklachten werd begin 2022 besloten tot neuromodulatie, waarna praktisch alle pijn verdween.
Hij heeft diverse functies bekleed in de reguliere sport en de gehandicaptensport. Hij is voorzitter van de Vereniging van Nederlandse Paralympische Deelnemers (VNPD), sinds 2023 de paralympische tegenhanger van de Nederlandse Vereniging van Olympische Deelnemers.